# Yvonne Fayard
Pour les articles homonymes, voir Fayard.

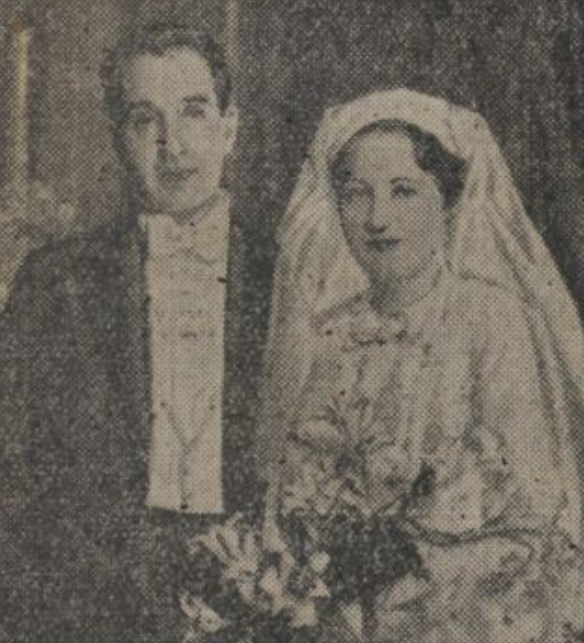
Mariage de Marcel Wiriath avec Yvonne Fayard dans Le Journal du 5 mars 1936.

Yvonne Fayard (née le 6 novembre 1911 à Paris et morte le 8 mars 1992 dans la même ville) est une joueuse de tennis de table, championne de France en simple à trois reprises en 1930, 1932 et 1933. Elle est également championne de France en double dames et double mixte en 1932 et 1933.
Elle est la fille d'Arthème Fayard, éditeur. C'est son frère Jean Fayard, son ainé de dix ans, qui l'a initié dans les années 1930. Il était lui-même auteur de renom, obtenant en 1931 le Prix Goncourt pour son roman Mal d'amour. Il était passionné de « ping-pong »  (on ne disait pas encore tennis de table à l'époque), et quoique joueur modeste, il a préfacé le livre de Raymond Verger, premier champion de France de l'histoire de ce sport. Il inscrit sa sœur aux championnats de France 1929, où Yvonne perdit en finale contre Maggie Beyt. Elle prit sa revanche l'année suivante. Elle remporte alors toutes les compétitions françaises, à l'exception du championnat de France 1931. Elle a été également finaliste des premiers internationaux de France en 1932. Elle a participé à la première Coupe Corbillon en 1933, puis s'est retirée de la compétition, se mariant avec Marcel Wiriath (1898-1974), futur PDG du Crédit Lyonnais, avec qui elle eut trois fils.